# Друга династія Чжоу
Друга Чжоу (кит.: 周, Чжоу) — китайська імператорська династія, яка існувала з 690 по 705 роки н. е., коли імператрицею Китаю була У Чжао (кит. 武照), більш відома як У Цзетянь (кит. 武则天). Щоб відрізнити династію Чжоу від династії Чжоу доцинського періоду (1122-249 до н. е..), цю династію називають У Чжоу (кит. 武周) або династія Південна Чжоу (кит. 南周). У Цзетянь є першою і єдиною жінкою в історії Китаю, що прийняла титул хуанді (імператор), який, як правило, надавався правителям-чоловікам. Правління династії почалося після того, як У Цзетянь у 690 році узурпувала трон свого сина, імператора Жуй-цзуна і тривало до відновлення на престолі імператора Чжун-цзуна в 705 році.
Ставши імператрицею, У Чжао взяла собі ім'я У Цзетянь. Столицею імперії стало місто Лоян (кит. 洛阳, Лоян), перейменований у Шеньду (кит. 神都, Шеньду).

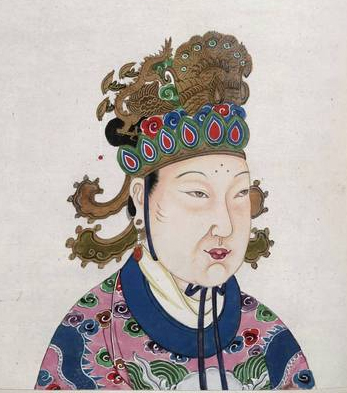
Імператриця У Цзетянь — єдиний представник династії Чжоу

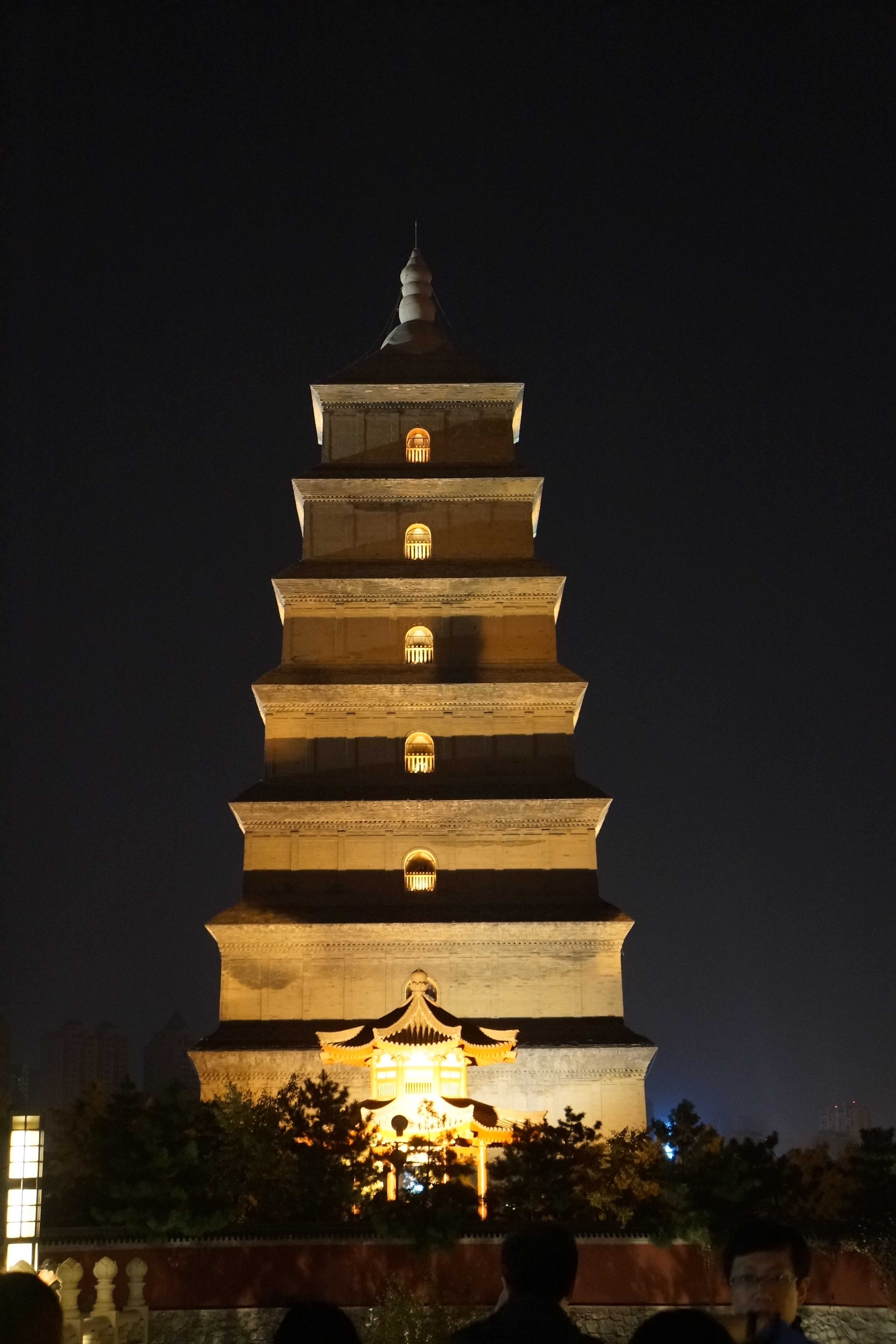
Велика пагода диких гусей, відновлена за часів династії Чжоу У Цзецяня

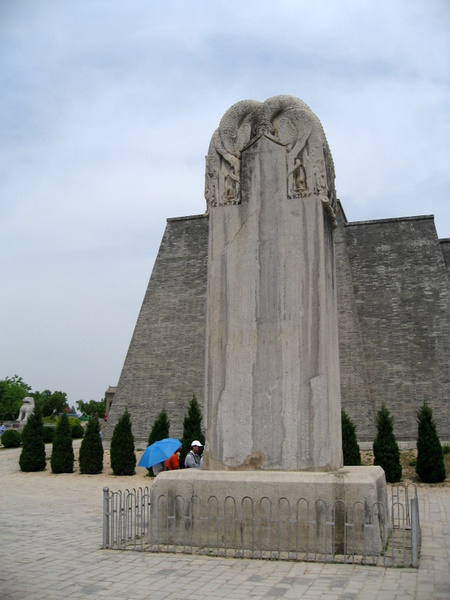
Монумент, встановлений У Цзетянь без звичайних написів тексту, бо на її думку, їй довелося висловити, думки занадто піднесеним, щоб виразити його словами. Розташовано монумент у мавзолеї Цяньлінь.

Історики вважають династію Чжоу проміжним періодом в історії правління династії Тан.

## Передумови
До заснування династії, У Цзетянь брала активну участь у придворному житті та управлінні державою. Її прагнення до безмежної влади призвело до того, що вона в 683 році стала регентом при імператорах Чжун-цзуні та Жуй-цзуні, які були її синами. Таке становище робило її фактичним правителем Китаю, що давало їй перевагу в досягненні поставленої мети – зайняти трон. У Цзетянь протегувала буддизму і використовувала його для досягнення легітимності своїх прав на престол. В 690 році У Цзетянь узурпувала трон, оголосивши себе імператором нової династії Чжоу.

## Історія династії

### Піднесення буддизму
У Цзетянь була єдиною правлячою представницею династії Чжоу. Незважаючи на незаконне захоплення влади, її правління характеризувалося як благонадійне.
Перш за все, У Цзетянь віддячила буддистів за надану підтримку із захоплення влади. 691 року буддизм отримав статус державної релігії і був поставлений над даосизмом і конфуціанством. Видано указ про будівництво буддійських храмів по всій імперії. Найвідомішим вважається храм Даюнь (кит. 大雲寺 Даюньси), побудований на честь імператриці.
Буддійські храми почали грати важливу роль в економіці Китаю. Військова експансія на землі Тибету і Туркестану не тільки убезпечила торгові шляхи на захід, а й збільшила площу вільної землі, яку придбали у власність буддійські монастирі. За рахунок великої площі, відведеної під сільське господарство, монастирі могли контролювати ціни на рис і борошно.
Культурний вплив буддизму сприяв поліпшенню якості перекладів різних текстів, в тому числі і релігійного змісту, а також формування нових торговельних шляхів до Індії і Західної Азії, якими користувалися не тільки купці, але й прочани. Переклади робилися не тільки з індійських мов китайською, але і з китайської тибетською, корейською та японською, а також деякими тюркськими мовами. Великі міста Чанань і Лоян (Шеньду) стали центрами співіснування різних релігій, зокрема християнства та ісламу.

### Зовнішня політика
Під час правління У Цзетянь, Китай вів успішну війну проти Тибету за землі Західного Краю (Туркестан). На північному сході, в 699 році Китай спільно з тюрками розбив повсталі племена киданів. Одночасно, тюркський Капаган-каган, шляхом династичного шлюбу, зажадав відновити китайську династію Тан під своїм правлінням. Каган зажадав від Китаю принца з роду Тан для одруження на його дочці. Однак У Цзетянь направила до кагану принца свого роду У. Каган відмовився від пропозиції і безпосередньо зажадав відновлення династії Тан. Щоб домогтися виконання своєї вимоги, каган почав військову компанію проти Китаю. Армія тюрків разом з існуючою опозицією всередині імперії представляла серйозну загрозу владі У Цзетянь. Тому в 698 році У Цзетянь повернула із заслання свого сина Чи Сяня – колишнього імператора Чжун-цзуна з династії Тан і зробила його спадкоємцем. Таким чином, вона погодилася з вимогами кагана.

### Внутрішня політика
Внутрішня політика характеризується постійною боротьбою У Цзетянь з опозицією. Її основними супротивниками виступали прихильники відновлення влади династії Тан. Ще до сходження на престол У Цзетянь організувала мережу шпигунів та інформаторів, які доповідали про діяльність чиновницької знаті імперії. З 686 року імператриця почала нагороджувати інформаторів званнями. Система доносів, створена з метою боротьби з опозицією, стала інструментом масового терору. Широкою практикою стали помилкові звинувачення.
Важливою проблемою залишалося питання престолонаслідування. Між членами сімей У та Лі (династія Тан) проходила боротьба за титул спадкоємця престолу. Щоб не допустити можливої війни, У Цзетянь в 699 році наказала обом родинам присягнути один одному.

### Кінець династії
У 697 році У Цзетянь було 73 роки і вона не могла настільки ж ефективно утримувати владу, як раніше. Того ж року, у неї з'явилося два нових фаворита – брати Чжан Ічжи (кит. 張易之) та Чжан Чанцзун (кит. 張昌宗). Брати зачарували імператрицю, і вона зробила їх не тільки своїми особистими радниками, але й коханцями. За короткий термін брати Чжан, опинившись на вершині влади, почали нею зловживати: вони безкарно привласнювали чужі землі, просували своїх родичів на посадах і організовували змови проти прихильників відновлення династії Тан. Останні роки правління У Цзетянь - це період корупції та свавілля влади.
З 704 року У Цзетянь відчувала серйозні проблеми зі здоров'ям. Під час хвороби, тільки брати Чжан допускалися в її покої. При дворі з'являлися чутки про намір братів Чжан узурпувати трон. Невдоволенням корупцією і братами скористалася група лояльних династії Тан чиновників. 20 лютого 705 року змовники, до числа яких входили вищі особи держави, вбили братів Чжан і зажадали зречення У Цзетянь на користь її сина Чи Сяня (Чжун-цзуна). У Цзетянь виконала вимогу передати трон синові. Колишня імператриця була перевезена в палац Шан'ян (кит. 上陽宮), їй було даровано титул «Імператриця-регентша Цзетянь Дашен» (кит. 則天大聖皇帝). Імператором став Чжун-цзун, Династія Тан була відновлена.
16 грудня 705 року У Цзетянь померла у віці 82 років. У 706 р. вона була похована поруч з древньою столицею Чанань у мавзолеї Цяньлін (кит. 乾陵). Династія Чжоу припинила своє існування.

## Місце династії в історії Китаю
Традиційна китайська історіографія розглядає династію Чжоу, як період правління династії Тан, адже У Цзетянь була дружиною двох імператорів Тан, і вона була похована в мавзолеї Цяньлін – усипальниці імператорів династії Тан. Крім того, У Цзетянь була єдиним імператором династії Чжоу, що не відповідає концепції династії.

### Думки
Довгий час правління У Цзетянь розглядалося як період тиранії. За нею до самого кінця імперського періоду історії Китаю закріпилася погана слава. Її образ не відповідав «лагідного, милостивого і доброчесного» образу жінок у традиційній китайській культурі. У XX столітті, однак, художні твори відображають У Цзетянь вже як мудру правительку.
Однак, історично (а не згідно романів) її правління почалося і тривало з великим насильством, у поєднанні з використанням шпигунської мережі і системи доносів. Проти неї виступала стара знать, яка не визнавала влади жінки і деякі члени родини Лі бажали відновлення династії Тан.

### Досягнення
У Цзетянь стала авторкою декількох літературних творів. Під її керівництвом, чиновниками були написані ряд робіт, включаючи «Біографії відомих жінок» (кит. 列女傳), «Керівництва для імперських підданих» (кит. 臣軌) і «Нові вчення для офіційних чинів» (кит. 百僚新誡) та інші. Крім того, У Цзетянь ввела до китайської мови кілька нових ієрогліфів, що вийшли із вжитку відразу після її смерті.
У Цзетянь була покровителькою буддизму в Китаї. По всій імперії будувалися буддійські монастирі, удосконалювалися переклади священних текстів. Крім того, У Цзетянь робила більше пожертви для будівництва величезної скульптури Будди Майтреї в печерах Лунмень (кит. 龙门). Комплекс печер Лунмень, на сьогоднішній день входить в перелік об'єктів всесвітньої спадщини ЮНЕСКО. У число таких об'єктів також входить Велика Пагода диких гусей (кит. 大雁塔), перебудована в 704 р. за наказом У Цзетянь.
Конфуціанство теж не залишилося без уваги імператриці. Воно було основою давньої системи китайських іспитів кецзюй, що дозволяла вступити на державну службу. У Цзетянь змогла залучити до посад велику кількість талановитих людей, які стали опорою імператриці і противагою нелояльної знаті. Держава отримала оновлений бюрократичний апарат, заснований на меритократії.
Проведена зовнішня політика дозволила повернути втрачені землі і розширити територію держави. Повернення Західного Краю розширило контакти на заході, сприяло розвитку торгівлі.